# فيكتوريا ردي سوس
فيكتوريا ردي سوس (بالمجرية: Rédei Soós Viktória)‏ مواليد 28 يوليو 1985 في دبرتسن، هي لاعبة كرة يد مجرية تلعب كظهير أيمن. مثلت منتخب المجر لكرة اليد للسيدات. حققت المركز الثالث في بطولة أوروبا لكرة اليد للسيدات 2012.

## سجل المنافسة
شاركت في البطولات التالية:
- بطولة العالم لكرة اليد للسيدات 2013
- بطولة أوروبا لكرة اليد للسيدات 2012

## الميداليات
| الميدالية | المسابقة                            |
| --------- | ----------------------------------- |
| برونزية   | بطولة أوروبا لكرة اليد للسيدات 2012 |